# Општина Велики Тикваниу
Велики Тикваниу (рум. Ticvaniu Mare) општина је у Румунији у жупанији Караш-Северин.
Oпштина се налази на надморској висини од 157 m.